# Charles d'Ochoa
Pour les articles homonymes, voir Ochoa.
Charles d'Ochoa (1816-1846) est un orientaliste français du XIXe siècle, connu pour sa mission scientifique en Inde visant à étudier la littérature indienne, notamment à travers la collecte de manuscrits et l'étude des langues comme le marathi, l'hindi, l'arabe et le persan.

## Biographie
Pierre-Charles-Olloba naît à Bayonne le 26 février 1816. Sa mère, Julie Belles, issue d’un milieu de négociants, née en Espagne, destine son fils à ce métier. En l'absence de père déclaré à sa naissance, la famille Galos, députés de la Gironde, assure son tutorat.
Sa jeunesse passée à Bordeaux, Charles d'Ochoa intègre l'École des langues orientales vivantes à Paris en 1840. Entre-temps, en 1835, il entre comme commis-négociant dans une maison d'armement et entreprend avec un ami d'études un premier voyage en Inde. Le bateau qui le mène part de Bordeaux le 22 mars 1835, il reviendra de ce voyage initiatique un an plus tard tout imprégné de la culture et des langues locales qui influenceront sa mission future.
Fort des langues apprises à Paris en 1840, de la recommandation de son professeur Garcin de Tassy, de l'appui de son tuteur de Bordeaux Henri Galos en poste à la direction des Colonies du ministère de la Marine, Charles d'Ochoa est missionné en 1842 pour effectuer un voyage d'étude pour améliorer la connaissance pratique des langues orientales en dépouillant les richesses littéraires enfermées dans des manuscrits.
Les lettres et documents transmis par Charles d'Ochoa au ministre de l’Instruction publique Abel François Villemain, son ministre de tutelle, et son carnet de voyage conservé dans la bibliothèque Mazarine, permettent de reconstituer son voyage et ses péripéties entre mars 1843, date de son arrivée à Bombay, et novembre 1844, date de son retour précipité à Bordeaux pour raison de santé.
Charles d’Ochoa meurt le 2 juin 1846 à Paris sans avoir pu établir son rapport sur les résultats de sa mission au ministre, mais en ramenant des documents importants et des manuscrits de grande valeur sur les pays qu’il a parcourus.

## Intérêt de sa mission
L’étude matérielle et philologique des manuscrits d’Ochoa permet de suivre le voyageur dans sa démarche et de mettre au jour l’histoire des études indiennes. Charles d’Ochoa offre l’image d’une Inde où se mêle une multiplicité de langues et de cultures.
Il a collecté environ trois cents manuscrits à travers le Maharashtra, depuis Nashik et Aurangabad au Nord, jusqu’à Bijapur au sud, dans l’actuel Karnataka. Il s’est attardé particulièrement à Pune et à Pandharpur, centre d’une intense tradition de poésie dévotionnelle en marathi. Cette collection a été transmise par le ministère d'Instruction publique à la Bibliothèque Nationale de France en 1847.